# Karl-Heinz Köhler (Lehrer)
Karl-Heinz Köhler (geboren 1943) ist ein deutscher Lehrer und Entwicklungshelfer.

## Leben
Karl-Heinz Köhler studierte Germanistik, Geschichte, Politikwissenschaften, Soziologie und Pädagogik an den Universitäten Erlangen, Göttingen und München und wurde 1974 an der Ludwig-Maximilians-Universität München zum Dr. phil. promoviert.
Nach einer Referendarausbildung am Willstätter-Gymnasium in Nürnberg wurde er 1976 Lehrer für Deutsch, Geschichte und Sozialkunde am Max-Planck-Gymnasium in München. Von 1978 bis 1982 leitete er das Referat „Sozialkunde am Gymnasium“ des Staatsinstituts für Schulqualität und Bildungsforschung.
Von 1985 bis 1991 war Köhler als Lehrer und Abteilungsleiter an der Internationalen Deutschen Schule Brüssel tätig.
Im Jahr 2002 erhielt er einen Lehrauftrag am Lehrstuhl für Didaktik der deutschen Sprache und Literatur an der Ludwig-Maximilians-Universität München.
2003 wurde Köhler zum Bundeskoordinator der rund 200 deutschen UNESCO-Projektschulen ernannt. Dieses Amt hatte er bis 2008 inne.
Danach hielt er Vorträge zu Themen der Bildung für nachhaltige Entwicklung und der interkulturellen Beziehungen, u. a. in Oman, Luxemburg, Nigeria und Deutschland.
Von 2009 bis 2010 arbeitete er als Berater und Privatdozent für Pädagogik an der Hochschule TTC Riyadh in Saudi-Arabien.
Ende 2010 gründete er gemeinsam mit dem heutigen Bundeskoordinator der deutschen UNESCO-Projektschulen, Heinz-Jürgen Rickert, und der Nationalkoordinatorin des UNESCO-Schulnetzwerks in Tansania, Modester M. Mwinula, das „Institut für interkulturelles und innovatives Lernen/Modellschulen für Afrika“, für das er seitdem als Geschäftsführer fungiert.
„Modellschulen für Afrika“ baut und konzipiert Modellschulen auf dem afrikanischen Kontinent, um sich für bessere Bildungschancen einzusetzen.
Die erste Schule, die One World Secondary School Kilimanjaro, wurde 2012 als Pilotprojekt und erste UNESCO-Projektschule in Tansania mit starker internationaler Orientierung gegründet.
Seit der Gründung ist Karl-Heinz Köhler dort als Schulleiter tätig.
Das Projekt wurde u. a. von der internationalen Schülerinitiative MoveForwardProject unterstützt.
Im Juli 2021 ist Köhler mit dem Bundesverdienstkreuz für seinen „größtmöglichen Beitrag um Deutschlands Ruf im Bildungsbereich“ ausgezeichnet worden. Die Verleihung fand in der Deutschen Botschaft in Daressalam, Tansania, durch die stellvertretende Botschafterin Kathrin Steinbrenner statt.

## Publikationen (Auswahl)
- Poetische Sprache und Sprachbewusstsein um 1900. Stuttgart 1977, ISBN 3-88099-035-2
- Schule um 1900 – Schauplatz der Geschichte. In: Praxis Geschichte, 11. Jg., 1998, H. 4, S. 8–11[7]
- Die unesco-projekt-schulen und das Internet. In: forum, 2003, H. 3–4, S. 72–74[8]
- Medien und die Schwerpunkte der unesco-projekt-schulen. Aspekte der Medienpädagogik. In: forum, 2004, H. 1, S. 4–12[9]
- Interkulturelles Lernen – Probleme und einige Lösungsansätze. In: forum, 2004, H. 3–4, S. 57–65[10]
- Nachhaltigkeit lernen. In: forum, 2005, H. 1, S. 5–7
- forum, 2005, H. 2: Europäische und arabische Kultur begegnen sich (Herausgeber)
- Sport – Inspiriert durch die Ideen der UNESCO. In: forum, 2006, H. 1–2, S. 7–9
- Thesen zur kulturellen Bildung. In: forum, 2006, H. 3–4, S. 6–12
- UNESCO-Projektschulen und die Herausforderungen der Migration. In: Deutsche UNESCO-Kommission (Hrsg.): Migration als Herausforderung. Bonn 2007, ISBN 3-927907-97-9, S. 12–21
- UNESCO-Projektschulen – Lernen für das Leben in der Weltgesellschaft in einem weltweiten Netzwerk. In: Deutsche Lehrer im Ausland, 2008, H. 2, S. 145–147 (teilweise als Interview)